# Lijst van afleveringen van Vera
Dit is een lijst met afleveringen van de Britse televisieserie Vera.
Een overzicht van alle afleveringen is hieronder te vinden.

## Seizoen 1 (2011)
| nr. in serie | nr. in seizoen | Titel          | Schrijver     | Regisseur        | Uitzenddatum |
| ------------ | -------------- | -------------- | ------------- | ---------------- | ------------ |
| 1            | 1              | Hidden Depths  | Paul Rutman   | Adrian Shergold  | 1 mei 2011   |
| 2            | 2              | Telling Tales  | Paul Rutman   | Peter Hoar       | 8 mei 2011   |
| 3            | 3              | The Crow Trap  | Stephen Brady | Farren Blackburn | 15 mei 2011  |
| 4            | 4              | Little Lazarus | Paul Rutman   | Paul Whittington | 22 mei 2011  |

## Seizoen 2 (2012)
| nr. in serie | nr. in seizoen | Titel               | Schrijver    | Regisseur        | Uitzenddatum  |
| ------------ | -------------- | ------------------- | ------------ | ---------------- | ------------- |
| 5            | 1              | The Ghost Position  | Paul Rutman  | Peter Hoar       | 22 april 2012 |
| 6            | 2              | Silent Voices       | Gaby Chiappe | Paul Whittington | 29 april 2012 |
| 7            | 3              | A Certain Samaritan | Paul Rutman  | Ed Bazalgette    | 20 mei 2012   |
| 8            | 4              | Sandancers          | Colin Teevan | Julian Holmes    | 3 juni 2012   |

## Seizoen 3 (2013)
| nr. in serie | nr. in seizoen | Titel              | Schrijver(s)               | Regisseur           | Uitzenddatum      |
| ------------ | -------------- | ------------------ | -------------------------- | ------------------- | ----------------- |
| 9            | 1              | Castles in the Air | Paul Rutman & Gaby Chiappe | Will Sinclair       | 25 augustus 2013  |
| 10           | 2              | Poster Child       | Paul Rutman                | Paul Cotter         | 1 september 2013  |
| 11           | 3              | Young Gods         | Gaby Chiappe               | Dušan Lazarević     | 8 september 2013  |
| 12           | 4              | Prodigal Son       | Marston Bloom              | Thaddeus O'Sullivan | 15 september 2013 |

## Seizoen 4 (2014)
| nr. in serie | nr. in seizoen | Titel                 | Schrijver      | Regisseur           | Uitzenddatum  |
| ------------ | -------------- | --------------------- | -------------- | ------------------- | ------------- |
| 13           | 1              | On Harbour Street     | Paul Rutman    | Thaddeus O'Sullivan | 27 april 2014 |
| 14           | 2              | Protected             | Martha Hillier | Daikin Marsh        | 4 mei 2014    |
| 15           | 3              | The Deer Hunters      | Steve Coombes  | Will Sinclair       | 11 mei 2014   |
| 16           | 4              | Death of a Family Man | Martha Hillier | David Richards      | 18 mei 2014   |

## Seizoen 5 (2015)
| nr. in serie | nr. in seizoen | Titel              | Schrijver      | Regisseur        | Uitzenddatum  |
| ------------ | -------------- | ------------------ | -------------- | ---------------- | ------------- |
| 17           | 1              | Changing Tides     | Martha Hillier | Marek Losey      | 5 april 2015  |
| 18           | 2              | Old Wounds         | Martha Hillier | Daikin Marsh     | 12 april 2015 |
| 19           | 3              | Muddy Waters       | Glen Laker     | Stewart Svaasand | 19 april 2015 |
| 20           | 4              | Shadows in the Sky | Martha Hillier | Will Sinclair    | 26 april 2015 |

## Seizoen 6 (2016)
| nr. in serie | nr. in seizoen | Titel            | Schrijver      | Regisseur      | Uitzenddatum     |
| ------------ | -------------- | ---------------- | -------------- | -------------- | ---------------- |
| 21           | 1              | Dark Road        | Martha Hillier | Marek Losey    | 31 januari 2016  |
| 22           | 2              | Tuesday's Child  | Glen Laker     | Jill Robertson | 7 februari 2016  |
| 23           | 3              | The Moth Catcher | Paul Thompson  | Jamie Childs   | 14 februari 2016 |
| 24           | 4              | The Sea Glass    | Paul Thompson  | Paul Gay       | 21 februari 2016 |

## Seizoen 7 (2017)
| nr. in serie | nr. in seizoen | Titel             | Schrijver(s)                           | Regisseur       | Uitzenddatum  |
| ------------ | -------------- | ----------------- | -------------------------------------- | --------------- | ------------- |
| 25           | 1              | Natural Selection | Helen Jenkins                          | Jamie Childs    | 19 maart 2017 |
| 26           | 2              | Dark Angel        | Paul Matthew Thompson                  | Louise Hooper   | 26 maart 2017 |
| 27           | 3              | Broken Promise    | Robert Murphy                          | Lee Haven Jones | 2 april 2017  |
| 28           | 4              | The Blanket Mire  | Paul Matthew Thompson & Martha Hillier | John Hayes      | 9 april 2017  |

## Seizoen 8 (2018)
| nr. in serie | nr. in seizoen | Titel          | Schrijver             | Regisseur       | Uitzenddatum    |
| ------------ | -------------- | -------------- | --------------------- | --------------- | --------------- |
| 29           | 1              | Blood and Bone | Paul Matthew Thompson | Paul Gay        | 7 januari 2018  |
| 30           | 2              | Black Ice      | Martha Hillier        | David Leon      | 14 januari 2018 |
| 31           | 3              | Home           | Paul Logue            | LeChris Baugh   | 21 januari 2018 |
| 32           | 4              | Darkwater      | Paul Matthew Thompson | Lee Haven-Jones | 28 januari 2018 |

## Seizoen 9 (2019)
| nr. in serie | nr. in seizoen | Titel       | Schrijver             | Regisseur          | Uitzenddatum    |
| ------------ | -------------- | ----------- | --------------------- | ------------------ | --------------- |
| 33           | 1              | Blind Spot  | Paul Logue            | Paul Gay           | 13 januari 2019 |
| 34           | 2              | Cuckoo      | Paul Matthew Thompson | Lawrence Gough     | 20 januari 2019 |
| 35           | 3              | Cold River  | Martha Hillier        | Carolina Giammetta | 27 januari 2019 |
| 36           | 4              | The Seagull | Paul Matthew Thompson | Declan O'Dwyer     | 3 februari 2019 |

## Seizoen 10 (2020)
| nr. in serie | nr. in seizoen | Titel               | Schrijver             | Regisseur          | Uitzenddatum    |
| ------------ | -------------- | ------------------- | --------------------- | ------------------ | --------------- |
| 37           | 1              | Blood Will Tell     | Paul Logue            | Paul Gay           | 12 januari 2020 |
| 38           | 2              | Parent Not Expected | Colette Kane          | Rob Evans          | 19 januari 2020 |
| 39           | 3              | Dirty               | Sally Abbott          | Delyth Thomas      | 26 januari 2020 |
| 40           | 4              | The Escape Turn     | Paul Matthew Thompson | Caroline Giammetta | 2 februari 2020 |

## Seizoen 11 (2021-2022)
| nr. in serie | nr. in seizoen | Titel                  | Schrijver               | Regisseur    | Uitzenddatum     |
| ------------ | -------------- | ---------------------- | ----------------------- | ------------ | ---------------- |
| 41           | 1              | Witness                | Paul Logue              | Paul Gay     | 29 augustus 2021 |
| 42           | 2              | Recovery               | Christiana Ebohon-Green | Colette Kane | 5 september 2021 |
| 43           | 3              | Tyger Tyger            | Paul Matthew Thompson   | Paul Gay     | 9 januari 2022   |
| 44           | 4              | As The Crow Flies      | Sally Abbott            | Waris Islam  | 16 januari 2022  |
| 45           | 5              | Vital Signs            | Paul Logue              | Rob Evans    | 2022             |
| 46           | 6              | The Way the Wind Blows | Michael Bhim            | Chris Foggin | 2022             |

## Seizoen 12 (2023)
| nr. in serie | nr. in seizoen | Titel                          | Schrijver    | Regisseur         | Uitzenddatum     |
| ------------ | -------------- | ------------------------------ | ------------ | ----------------- | ---------------- |
| 47           | 1              | Against the Tide               | Lucia Haynes | Will Sinclair     | 29 januari 2023  |
| 48           | 2              | For the Grace of God           | Sally Abbott | Claire Winyard    | 5 februari 2023  |
| 49           | 3              | Blue                           | Paul Logue   | Khurrum M. Sultan | 12 februari 2023 |
| 50           | 4              | The Darkest Evening            | Colette Kane | Paul Gay          | 19 februari 2023 |
| 51           | 5              | The Rising Tide (Kerstspecial) | Sally Abbott | Paul Gay          | 26 december 2023 |